# Clara Campoamor Rodríguez
Clara Campoamor Rodríguez (castellà: Clara Campoamor)  (Madrid, 12 de febrer de 1888 - Lausana, 30 d'abril de 1972) fou una advocada, escriptora, política i defensora dels drets de la dona. Va ser diputada a les Corts Constituents de la Segona República Espanyola entre 1931 i 1933. Va defensar i aconseguir el sufragi femení a Espanya per primera vegada en la seva història.

## Biografia
Va néixer a Madrid el 12 de febrer de 1888 i va ser batejada com a Clara Campoamor Rodríguez, filla de Pilar Rodríguez Martínez, costurera, i Manuel Campoamor Martínez, comptable en un diari. La seva família paterna provenia de Cantàbria i Astúries, i la materna de Madrid i Toledo. El matrimoni va tenir dos fills més, dels quals únicament va sobreviure Ignacio, que va ocupar posicions responsables polítiques durant la Segona República.
El 1898, amb deu anys, la mort del seu pare va fer que Clara Campoamor deixés els seus primers estudis per col·laborar en l'economia familiar. Va estar treballant de modista, dependenta de comerç i telefonista, i en les oposicions de juny de 1908 va aconseguir una plaça com a funcionària de segona classe del Cuerpo de Correos y Telégráfos del Ministeri de la Governació, amb destins successius a Saragossa (uns mesos) i a Sant Sebastià (quatre anys). El 1914 va guanyar una plaça al Ministeri d'Institució Pública, amb la primera posició a les oposicions, cosa que li va permetre tornar a Madrid, on va ser destinada com a professora especialista de taquigrafia i mecanografia a les Escoles de Adultes. Durant els anys següents va alternar aquest treball amb els de traductora de francès, auxiliar mecanògrafa en el Servei de Construccions Civils del propi Ministeri d'Instrucció, i secretaria de Salvador Cánovas Cervantes, director del diari conservador, maurista, La Tribuna, treball que li va portar a interessar-se per la política i a publicar algun article. També va col·laborar amb el Nuevo Heraldo, El Sol i El Tiempo.
Després de realitzar aquests treballs i obtenir el títol de Dret per la Universitat de Madrid, s'incorporà al Partit Republicà Radical el 1929. En aquests anys es va fer ser sòcia del Lyceum Club Femenino i, com altres sòcies advocades, es va oferir per fer cursos a les seves companyes per analitzar la figura de la dona als codis civil i penal i així augmentar la consciència de la situació degradant en què la mateixa legislació situava les dones.
Dos anys més tard, és elegida diputada per Madrid al Congrés dels Diputats de la Segona República Espanyola. Va destacar principalment per la defensa que va fer dels drets de la dona. Va introduir al parlament la Llei de Drets del Nen, a més de participar en l'elaboració i defensa de la polèmica Llei del Divorci. El 31 d'octubre de 1931 va aconseguir la igualtat de drets electorals de l'home i de la dona a l'estat espanyol, com va quedar plasmat a la Constitució republicana d'aquell mateix any, a l'article 36. No va poder renovar el seu escó el 1933.
En la defensa del vot femení, fou abandonada pel seu propi partit i va comptar només amb el suport del Partit Socialista Obrer Espanyol (PSOE), que sempre va votar solidàriament amb la causa de la dona d'acord amb els articles presentats per Campoamor. Altres sectors favorables al sufragi femení foren Esquerra Republicana de Catalunya (ERC) i part de la dreta.
Més tard, el 1936, va escriure un llibre recordant aquells moments, amb gran amargor i solitud política, que ella mateixa va anomenar: El meu pecat mortal, el vot femení i jo. Aquell mateix any s'exilià i es va establir a Buenos Aires durant més d'una dècada. Mai més va tornar a Espanya perquè sobre ella pesava una condemna d'almenys dotze anys de presó.
L'any 1955, es va instal·lar a Lausana (Suïssa), on va treballar en un bufet d'advocats fins que va perdre la vista. Va morir de càncer el 30 d'abril de 1972. Les seves restes van ser traslladades dies després al cementiri de Polloe, a Sant Sebastià (Guipúscoa), i es conserven al panteó de la família Monsó Riu pel fet que Clara Campoamor era padrina de la família.

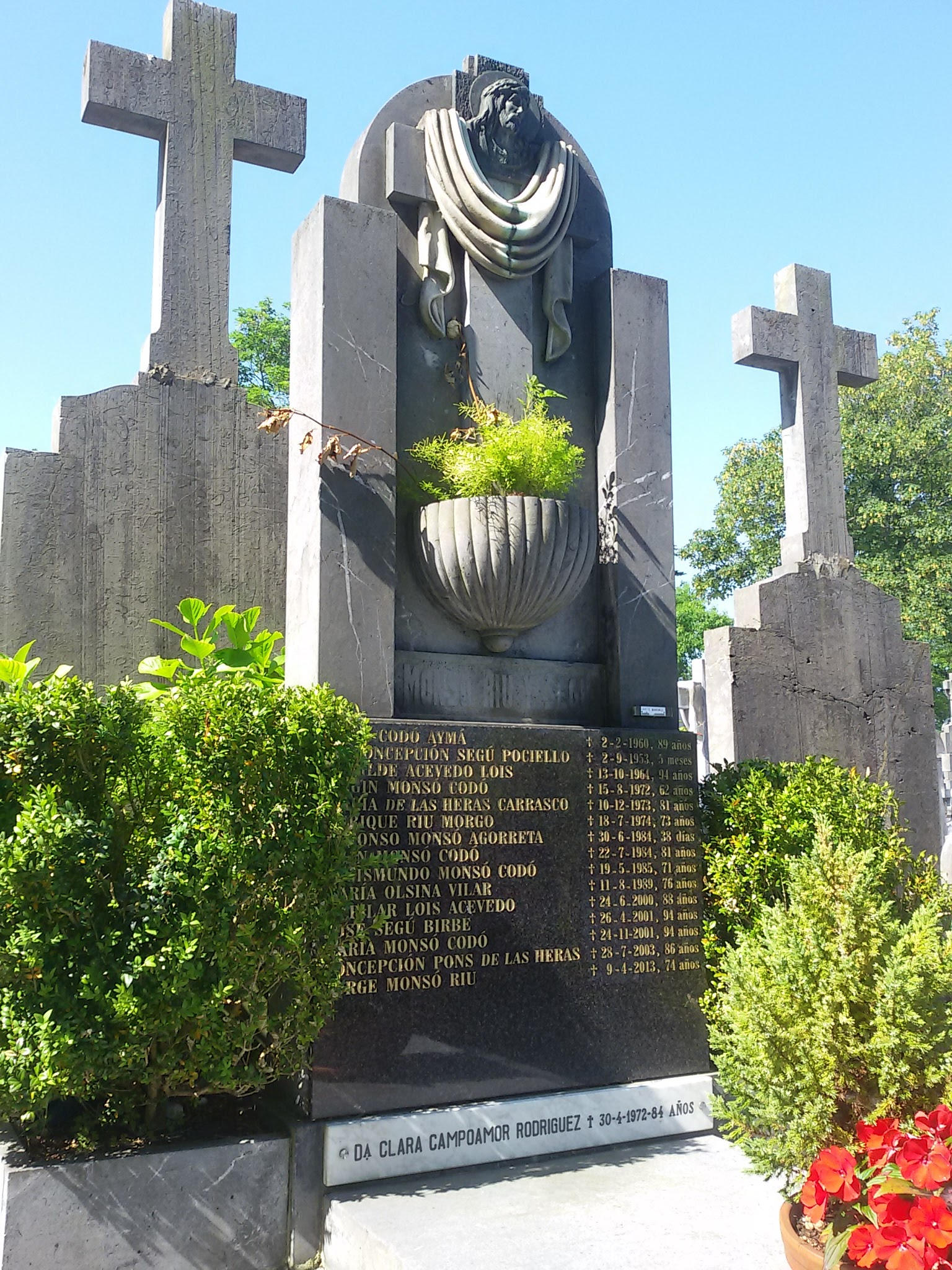
Panteó de Clara Campoamor, enterrada a Sant Sebastià

## Obres publicades
- El derecho de la mujer: la mujer y su nuevo ambiente; la nueva mujer ante el derecho; antes de que te cases... (Madrid: Librería Beltrán, 1936): recull tres conferències donades el 1922.[8]
- Mi pecado mortal: el voto femenino y yo (Madrid: Librería Beltrán, 1936).[9]
- La revolución española vista por una republicana (Paris: Librairie Plon, 1937, en francés: La révolution espagnole vue par une républicaine).
- Heroísmo criollo: la Marina argentina en el drama español. Escrit conjuntament amb Federico Fernández de Castillejo (Buenos Aires: Talleres Gráficos Fanetti & Gasperini, 1939).
- El pensamiento vivo de Concepción Arenal (Buenos Aires: Editorial Losada S.L., [1943] (Biblioteca del pensamiento vivo; 23))
- Sor Juana Inés de la Cruz (Buenos Aires: Ediciones Emecé, 1944 (Colección Buen aire))
- Vida y obra de Quevedo (Buenos Aires: Ediciones Gay Saber, 1945)
- Del amor y otras pasiones (artículos literarias). Recull d'articles publicats a la revista Chabela entre 1943 i 1945 i de dues entrevistes. Editora: Beatriz Ledesma Fernández de Castillejo (Madrid: Fundación Banco Santander, 2019 (Colección cuadernos de obra fundamental).

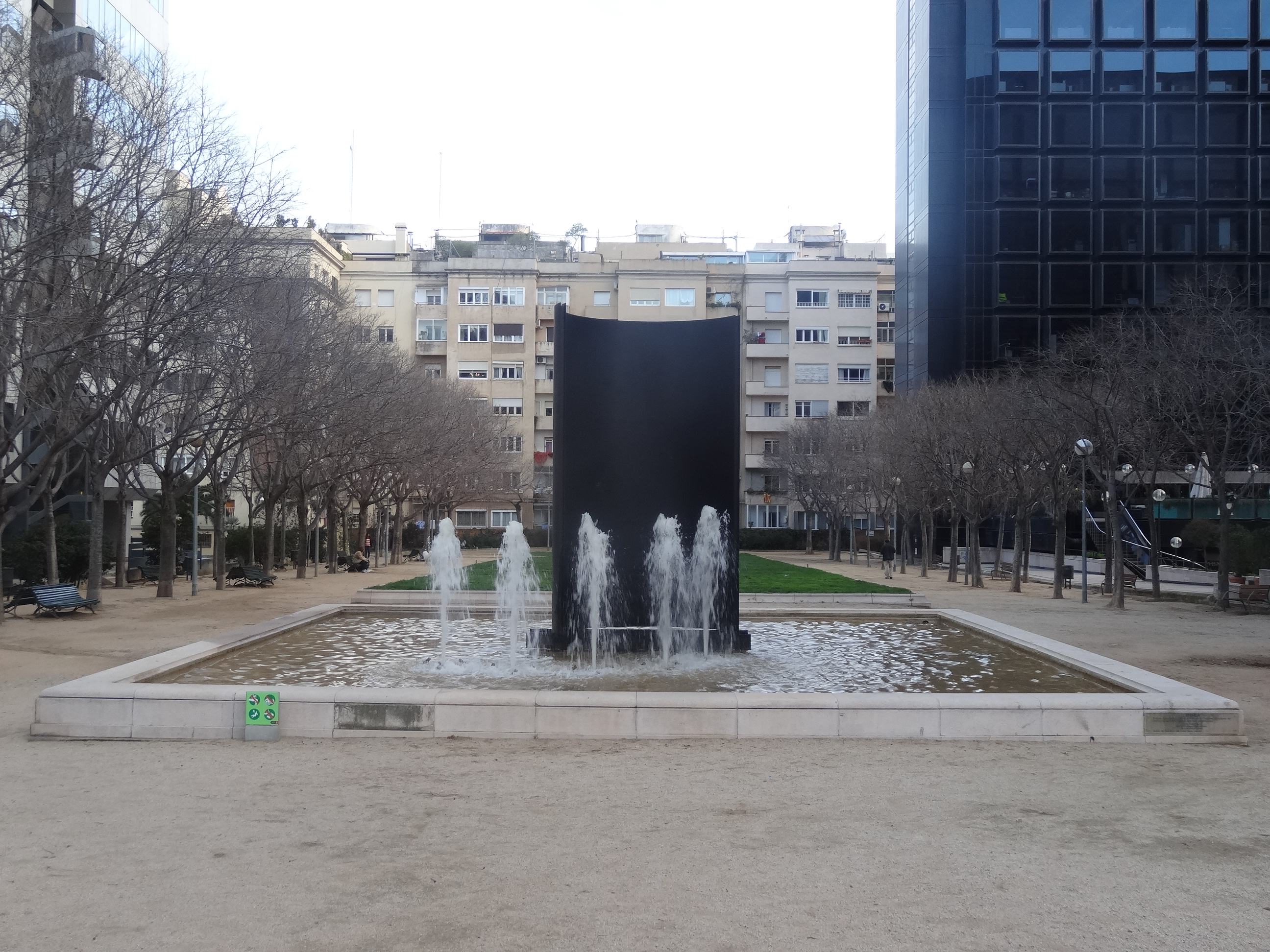
Vista dels Jardins de Clara Campoamor, a Barcelona.

## Reconeixements i honors pòstums
- Nombroses places, carrers i espais públics de l'Estat Espanyol duen el seu nom.
- Nombroses cases de cultura i associacions de dones de tot l'Estat porten el seu nom.
- Nombroses escoles públiques duen el seu nom. Exemples: a Miguelturra (Ciudad Real), a San Martín de la Vega i Fuenlabrada (Madrid), a Totana (Múrcia), a Llangréu (Astúries) ...
- Nombrosos instituts de secundària duen el seu nom. Exemples: a Móstoles i Getafe (Madrid) i a Huelva (Andalusia).

### Barcelona
La ciutat de Barcelona li va dedicar, en la seva memòria, un parc públic, els Jardins de Clara Campoamor, situats a l'Avinguda Diagonal, 609-615, al barri de Les Corts, inaugurats el 3 de desembre de 1994.

## Cinema
| Any  | Pel·lícula                        | Director/a |
| ---- | --------------------------------- | ---------- |
| 2011 | Clara Campoamor, la dona oblidada | Laura Mañá |